# Eria sundaica
Eria sundaica är en orkidéart som beskrevs av Johannes Jacobus Smith. Eria sundaica ingår i släktet Eria och familjen orkidéer. Inga underarter finns listade i Catalogue of Life.